# Keigo Higashi
Keigo Higashi (東 慶悟 Higashi Keigo?,  nacido el 20 de julio de 1990 en Kitakyushu, Fukuoka) es un futbolista japonés. Juega de centrocampista o delantero y su equipo actual es el F.C. Tokyo de la J1 League de Japón.

## Trayectoria

### Clubes
| Club         | País  | Año             |
| ------------ | ----- | --------------- |
| Oita Trinita | Japón | 2009 - 2010     |
| Omiya Ardija | Japón | 2011 - 2012     |
| F.C. Tokyo   | Japón | 2013 - Presente |

### Selección nacional
| Selección | País  | Año             |
| --------- | ----- | --------------- |
| Sub-17    | Japón | 2006            |
| Sub-23    | Japón | 2010 - 2012     |
| Absoluta  | Japón | 2013 - Presente |

## Estadísticas

### Participaciones en Juegos Asiáticos
| Juegos Asiáticos         | Sede   | Resultado | Partidos | Goles |
| ------------------------ | ------ | --------- | -------- | ----- |
| Juegos Asiáticos de 2010 | Cantón | Campeón   | 6        | 1     |

### Participaciones en Juegos Olímpicos
| Juegos Olímpicos         | Sede    | Resultado     | Partidos | Goles |
| ------------------------ | ------- | ------------- | -------- | ----- |
| Juegos Olímpicos de 2012 | Londres | Cuarto puesto | 6        | 0     |

## Palmarés

### Títulos internacionales
| Título           | Club (*)                  | Sede   | Año  |
| ---------------- | ------------------------- | ------ | ---- |
| Juegos Asiáticos | Selección sub-23 de Japón | Cantón | 2010 |

(*) Incluyendo la selección